# 1953 (szám)
Az 1953 (római számmal: MCMLIII) az 1952 és 1954 között található természetes szám.

## A matematikában
A tízes számrendszerbeli 1953-as a kettes számrendszerben 11110100001, a nyolcas számrendszerben 3641, a tizenhatos számrendszerben 7A1 alakban írható fel.
Az 1953 páratlan szám, összetett szám. Kanonikus alakja 32 · 71 · 311, normálalakban az 1,953 · 103 szorzattal írható fel. Tizenkét osztója van a természetes számok halmazán, ezek növekvő sorrendben: 1, 3, 7, 9, 21, 31, 63, 93, 217, 279, 651 és 1953.
Háromszögszám.
Az 1953 harminc szám valódiosztóösszeg-függvényeként áll elő, ezek közül a legkisebb a 4191.